# George Cavendish (mort en 1794)
Pour les articles homonymes, voir George Cavendish.

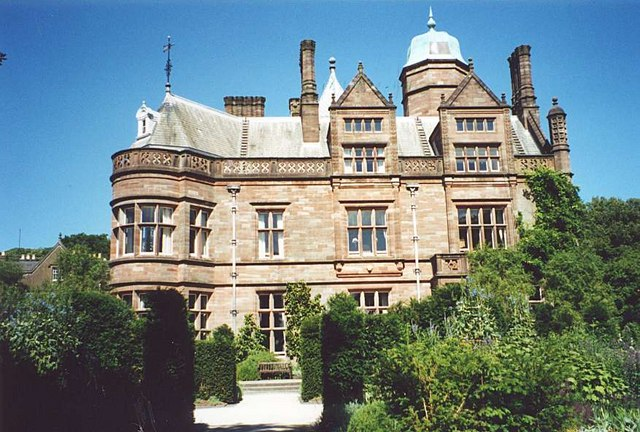
Holker Hall, Cumbria

George Augustus Cavendish (c. 1727 1727 – 2 mai 1794) est un noble, un homme politique britannique, et un membre de la Maison de Cavendish.

## Biographie
Il est né à Londres, le deuxième fils de William Cavendish (3e duc de Devonshire) et de son épouse, Catherine Hoskins. Le roi George II est son parrain. Il fait ses études à Chesterfield et au St John's College, Cambridge.
En 1753, il hérite de Holker Hall (Lancashire) de son cousin maternel Sir William Lowther (3e baronnet). Il replante le parc, et ajoute un certain nombre d'arbres extraordinaires, notamment les cèdres du liban avec des graines reçues du Liban.
Il entre au Parlement en 1751 comme député pour Weymouth et Melcombe Regis, et en 1754, prend le siège de la famille dans le Derbyshire, qu'il occupe, avec une interruption, jusqu'à sa mort, quarante ans plus tard. Il est Contrôleur de la maison de 1761-62, et est nommé au Conseil privé en 1762. Il est Lord Lieutenant du Derbyshire de 1766 à 1782.
Il est mort subitement en mai 1794, sur la route de Holker Hall à Londres. À sa mort, Holker passe à ses jeunes frères.